# 霍尔登修陨石坑
霍尔登修陨石坑（Hortensius）是月球正面位于岛海北部的一座小撞击坑，其名称取自荷兰天文学家暨数学家马丁·范登霍夫（Martin van den Hove，1605年-1639年），1935年被国际天文学联合会正式接受。

## 描述

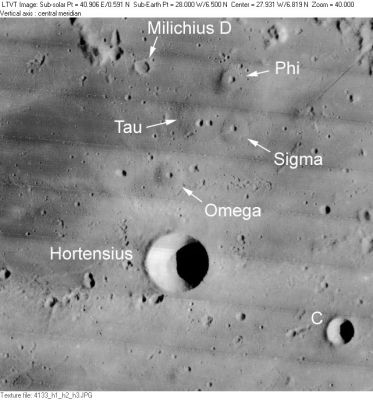
霍尔登修陨石坑及附近的月丘，月球轨道器4号拍摄。

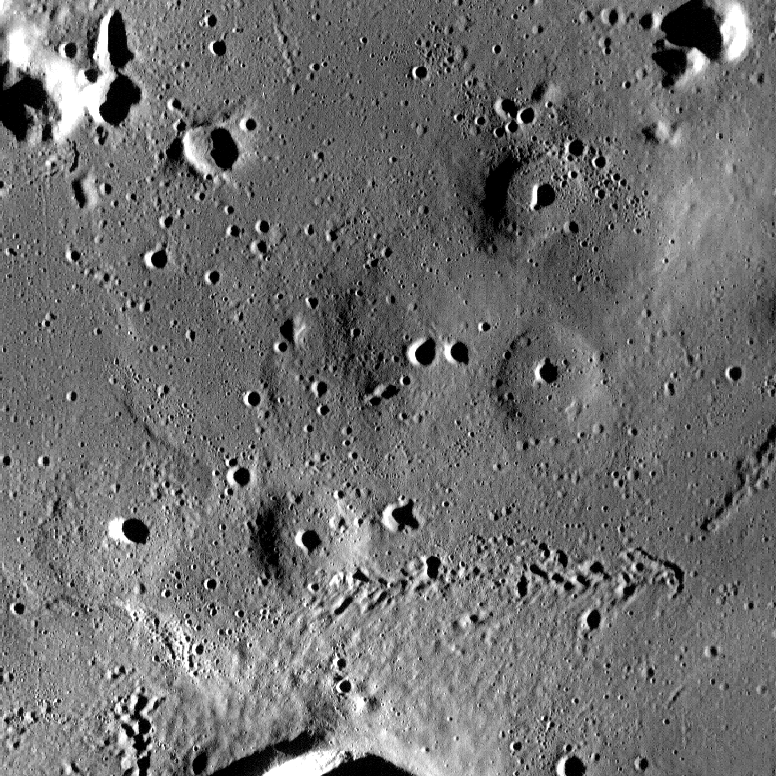
月球勘测轨道飞行器拍摄的霍尔登修陨石坑北面的月丘

该陨坑西北偏西及西北偏北分别毗邻开普勒陨石坑和米利奇乌斯陨石坑、东北偏东及东面靠近突出的哥白尼环形山和略小的福特陨石坑和阿罗哈陨石坑，相对年轻的赖因霍尔德陨石坑及兰斯伯格陨石坑位于它的东南及东南偏南，西南和西南偏西则坐落了较小的库诺夫斯基陨石坑和恩克陨石坑。霍尔登修陨石坑西侧濒临风暴洋，西北分布着蜿蜒的米利奇乌斯月溪。该陨坑中心月面坐标为6°28′N 28°00′W / 6.47°N 28°W，直径14.16公里，深约2.29公里。
霍尔登修陨石坑外观呈圆杯状，带有一圈尖峭侧立的坑壁，平整的内壁坡中间是一个平坦的小坑底。陨坑受磨损度不明显，坑壁平均高出周边地形530米。尽管周边月海表面覆盖有来自哥白尼环形山的射纹束，但该陨坑内的反照率还是明显高于周边，呈现出年轻撞击坑的典型特征。该陨坑形态特征隶属于“BIO 型”（以该类陨石坑的典型代表——“毕奥陨石坑”命名）。
霍尔登修陨石坑的北面聚集了6座峰顶带有穴坑的月丘，均为由高粘度熔岩形成的盾状火山，这些月丘外观大体圆形，高约400米，底部直径6-8公里。虽然它们的构成成分与周边月海地层相一致，但形成过程却不相同。这些火山丘都已用“ο”、“σ”、“τ”、“φ”等希腊字母加以了标注。

## 卫星陨石坑
按惯例，最靠近霍尔登修陨石坑的卫星坑将在月图上以字母标注在它的中心点旁边。

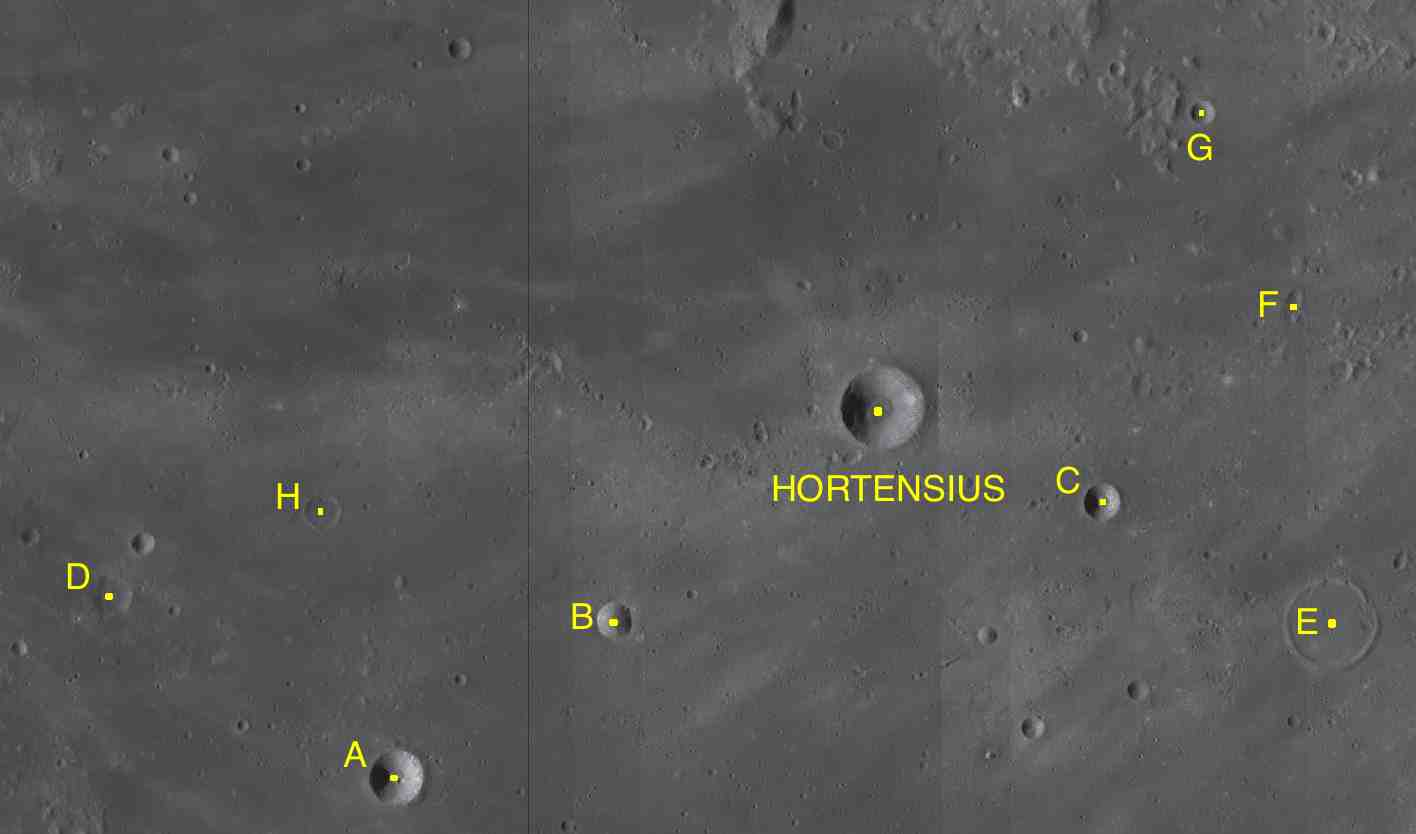
LAC-57和LAC-58拼接图.

| 霍尔登修 | 纬度   | 经度    | 直径    |
| -------- | ------ | ------- | ------- |
| A        | 4.4° N | 30.7° W | 10 公里 |
| B        | 5.3° N | 29.5° W | 6 公里  |
| C        | 6.0° N | 26.7° W | 7 公里  |
| D        | 5.4° N | 32.3° W | 6 公里  |
| E        | 5.2° N | 25.4° W | 15 公里 |
| F        | 7.1° N | 25.6° W | 6 公里  |
| G        | 8.1° N | 26.1° W | 4 公里  |
| H        | 5.9° N | 31.1° W | 6 公里  |

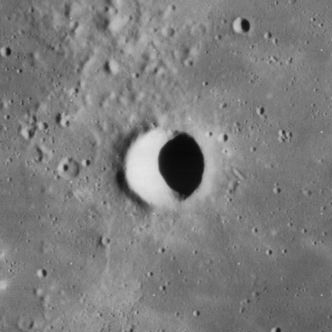
月球轨道器4号拍摄的卫星坑“霍尔登修 A”
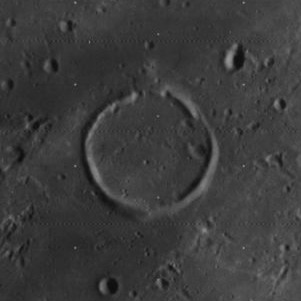
月球轨道器4号拍摄的卫星坑“霍尔登修 E”

## 另请参阅
- Andersson, L. E.; Whitaker, E. A. . NASA RP-1097. 1982.
- Blue, Jennifer. . USGS. July 25, 2007  [2007-08-05]. （原始内容存档于2019-12-05）.
- Bussey, B.; Spudis, P. . New York: Cambridge University Press. 2004. ISBN 978-0-521-81528-4.
- Cocks, Elijah E.; Cocks, Josiah C. . Tudor Publishers. 1995. ISBN 978-0-936389-27-1.
- McDowell, Jonathan. . Jonathan's Space Report. July 15, 2007  [2007-10-24]. （原始内容存档于2019-06-21）.
- Menzel, D. H.; Minnaert, M.; Levin, B.; Dollfus, A.; Bell, B. . Space Science Reviews. 1971, 12 (2): 136–186. Bibcode:1971SSRv...12..136M. doi:10.1007/BF00171763.
- Moore, Patrick. . Sterling Publishing Co. 2001. ISBN 978-0-304-35469-6.
- Price, Fred W. . Cambridge University Press. 1988. ISBN 978-0-521-33500-3.
- Rükl, Antonín. . Kalmbach Books. 1990. ISBN 978-0-913135-17-4.
- Webb, Rev. T. W.  6th revised. Dover. 1962. ISBN 978-0-486-20917-3.
- Whitaker, Ewen A. . Cambridge University Press. 1999. ISBN 978-0-521-62248-6.
- Wlasuk, Peter T. . Springer. 2000. ISBN 978-1-85233-193-1.